# Julio Palacios
Pour les articles homonymes, voir Palacios.
Julio Palacios Martínez, né à Paniza (Aragon) le 12 avril 1891 et mort à Madrid le 12 février 1970, est l'un des plus éminents physiciens espagnols, ainsi qu'un épistémologue et linguiste confirmé.

## Biographie
Étudia à Barcelone, où il fit sa initiation à la Physique. Après son doctorat à l'Université centrale de Madrid, Blas Cabrera lui conseille de poursuivre ses études à Leyde (Pays-Bas), où il étudie les isothermes à basse température des gaz nobles. À son retour, il rejoint le laboratoire de son mentor et travaille sur la tension superficielle du mercure et la correction correspondante des mesures barométriques. En outre, il fait des recherches sur la luminosité des rayons canaux et sur les substances para et diamagnétiques.
En 1926, il obtient la chaire de thermologie de l'université de Madrid. Cette année l'Institut d'Estudis Catalans lui publia en catalan Propietats dels gasos ultraenrarits.
Plus tard, il étudie les structures cristallines par diffraction des rayons X.
Il intègre l'Académie royale des sciences exactes, physiques et naturelles le 8 avril 1932. Son discours inaugural porte sur la mécanique quantique. À la création de l'Institut national de physique et de chimie (1932), Julio Palacios devient directeur de la section des rayons X,.
Après la Guerre d'Espagne, Palacios abandonne ses études structurales pour s'intéresser à la biologie, d'un point de vue physique. Il est nommé directeur de la section de physique de l'Institut d'oncologie de Lisbonne (Portugal), en combinant son travail au Portugal avec son travail à Madrid. Dans la dernière étape de sa vie, il développe une critique de la théorie de la relativité, postulant un retour aux notions classiques d'espace et de temps absolu.
Une fois en retraite, il continue ses travaux de terminologie et d'épistémologie.
Il occupe divers postes et est membre de diverses institutions : membre du Conseil d'études avancées (Junta para la Ampliación de Estudios), président de la Société royale espagnole de physique et de chimie, membre de l'Académie royale des sciences exactes, physiques et naturelles, correspondant de l'Académie royale des sciences et des arts de Barcelone (Real Academia de Ciencias y Artes de Barcelona) et de l'Académie des sciences de Saragosse, de Buenos Aires, de Córdoba en Argentine, de Lisbonne, de Lima, de Coimbra au Portugal et de Porto Rico et membre de l'Académie royale nationale de médecine (Real Academia Nacional de Medicina). En 1967, il est nommé recteur du Centre international des sciences mécaniques (International Center for Mechanical Sciences), basé à Trieste et Udine.
Il a publié de nombreux ouvrages fondamentaux, ainsi que des centaines d'articles diffusés dans des revues internationales.
Le centenaire de sa naissance est célébré en Espagne en 1991 par les Académies royales des sciences, de médecine et de langue.
Sa fille est Charo Palacios, veuve de Don Eduardo Rojas, comte de Montarco.

### Sources
- (es) Cet article est partiellement ou en totalité issu de l’article de Wikipédia en espagnol intitulé « Julio Palacios » (voir la liste des auteurs).